# Oskar George
Oskar George (* 23. Oktober 1920 in Braunschweig; † 1. Januar 1981 in Hofheim am Taunus) war ein deutscher Gewerkschaftsfunktionär.

## Leben und Wirken
Der in Braunschweig geborene George war der Sohn eines Schuhmachers. Er besuchte in seiner Heimatstadt von 1927 bis 1935 eine Volksschule. Danach machte er eine kaufmännische Ausbildung bei der Firma Kirchhoff, die ihn anschließend übernahm. 1939 ging er nach Hamburg, wo er im September desselben Jahres für den Kriegsdienst rekrutiert wurde. Im Juli 1943 nahmen ihn amerikanische Soldaten fest. Aus der Kriegsgefangenschaft entlassen ging er im Mai 1946 zurück nach Hamburg. Der Gesamtverband der Verkehrs- und Gemeindearbeiter stellte ihn hier zum 1. September 1946 ein. Zu diesem Zeitpunkt trat er auch in die SPD ein.
George übernahm im Hamburger Verband die Verantwortung für die Jugendabteilung und 1947 für die Betriebsräte. Außerdem beteiligte er sich im Ortsausschuss des DGB. Im August 1946 gab der Gesamtverband der Verkehrs- und Gemeindearbeiter beim Landesjugendamt bekannt, eine Gewerkschaftsjugendgruppe gründen zu wollen, der auch George angehörte. Als einziger Gewerkschafter Hamburgs und Delegierter der Jugendgruppe reiste er von April 1947 bis Februar 1948 nach Frankfurt am Main. Er belegte hier den ersten Nachkriegslehrgang der Akademie der Arbeit. George, der von Adolph Kummernuss gefördert wurde und dessen Vertrauen besaß, nahm 1949 am Vereinigungsverbandstag der Gewerkschaften des öffentlichen Dienstes, Transport und Verkehr teil. Dort wählten ihn die Gewerkschaftsvertreter der britischen Besatzungszone zum Leiter des Jugendsekretariats. Außerdem erhielt er einen Sitz im Hauptvorstand der ÖTV. Seit dem 1. April 1949 leitete George das Jugendsekretariat in Stuttgart. Im Herbst 1949 gründeten die Teilnehmer der ersten Verbandsjugendkonferenz der Gewerkschaftsmitglieder unter 25 Jahren einen Verbandsjugendausschuss und ernannten George zum Jugendsekretär.
Die Bereiche Schulung und Bildung fielen in den Aufgabenbereich des geschäftsführenden Hauptvorstands Karl Müller, der 1950 aus dem Amt schied. Diese Abteilungen übernahm formal Adolph Kummernuss; de facto leitete sie jedoch Oskar George, der auch für die Jugendarbeit zuständig war. George setzte sich für Verbesserungen des Jugendwohlfahrtgesetzes ein und konnte erreichen, dass Lehrlinge in die Arbeitslosenversicherung einbezogen wurden. Er sorgte für Sonderbestimmungen im Jugendschutzgesetz für Angestellte, die in der See- und Binnenschifffahrt arbeiteten. Außerdem erwirkte er angemessene Ausbildungsordnungen im Friseurhandwerk, im Tankstellengewerbe und für Reisebüros. Im Dezember 1951 trat George auf der zweiten Verbandsjugendkonferenz vom Amt des Jugendsekretärs zurück.
Als Mitglied des Hauptvorstands der ÖTV arbeitete George in der Folgezeit weiterhin in den Bereichen Schulen, Bildung, Jugend und der Abteilung Werbung (Herausgabe von Referenten- und anderen Werbematerialien). In der Programmkommission des DGB vertrat er Kummernuss und brachte einige eigenen Konzepte wie die Dezentralisierung der gewerkschaftlichen Bildungsarbeit ein, die realisiert wurden. 1955 übernahm George eine neu gegründete Abteilung, die Argumente für den Umgang mit der sich aufgrund von Automatisierung und Rationalisierung ändernden Arbeitswelt erarbeiten sollte. Außerdem sollten hier Thesen gegen gewerkschaftsfeindliche Bestrebungen formuliert werden. Diese Abteilung erarbeitete eine erste Studie über das Verhältnis der Gewerkschaftsmitglieder zu ihrer Interessenvertretung.
1955 wurde George als Mitglied des geschäftsführenden Hauptvorstands wiedergewählt und 1958 im Amt bestätigt. Er verantwortete seit 1955 auch das Archiv und die Hauptfachabteilung „Öffentliche Nahverkehrsbetriebe und nicht bundeseigene Eisenbahnen“. Im Dezember 1955 gehörte er zu den Gesellschaftern des neu gegründeten Courier Verlags. Auf einem Kongress in Wien wählten ihn die Versammelten der Internationalen Transportarbeiter-Föderation als stellvertretendes Mitglied in den Generalrat und bestätigten die Wahl 1958. Nachdem Kummernuss als ÖTV-Vorsitzender aus dem Amt geschieden war, galt George als dessen potentieller Nachfolger. Er reichte aber am 30. September 1959 „aus persönlichen Gründen“ die Kündigung ein. Im selben Jahr war George in Untersuchungshaft, da er wegen des „Verdachts schwerer Unzucht mit Minderjährigen“ bezichtigt wurde. Er wurde bereits 10 Jahr früher wegen eines solchen Verdachts angeklagt, damals wurde er jedoch freigesprochen.
Seit Mai 1956 gehörte George dem Aufsichtsrat der Bank für Arbeit und Wirtschaft an. Diese fusionierte mit fünf weiteren Gewerkschaftsbanken zur Bank für Gemeinwirtschaft (BfG), wobei George als Aufsichtsratsmitglied eine wichtige Rolle zukam. Ende Februar 1959 übernahm er den Aufsichtsrat der BfG und leitete ab 1960 die Werbeabteilung dieser Bank. Im März 1973 wurde George Vorstandsmitglied der Bank für Sparanlagen und Vermögensbildung, die eine Tochter der BfG war. George setzte sich insbesondere für „Baufinanzierung aus einer Hand“ und von der Bank angebotene Briefkredite und Rentensparbriefe ein. Er verließ den Bankvorstand im Mai 1980 und erhielt fünf Monate später das Bundesverdienstkreuz am Bande.
Oskar George starb wenige Monate nach Ende seiner beruflichen Laufbahn am Neujahrstag 1981.